# Liste der Einträge im National Register of Historic Places im Tucker County
Diese Liste der Einträge im National Register of Historic Places im Tucker County enthält alle im Tucker County, West Virginia in das National Register of Historic Places eingetragenen Gebäude, Bauwerke, Objekte, Stätten oder historischen Distrikte.
Diese Liste entspricht dem Bearbeitungsstand des National Park Service/National Register of Historic Places vom 27. September 2024.

## Legende
| NRHP | Historic Place             |
| HD   | National Historic District |

## Aktuelle Einträge
| [ 2 ] | Name                                                | Bild                                                | Eintragsdatum                  | Lage | Ort        | Beschreibung |
| ----- | --------------------------------------------------- | --------------------------------------------------- | ------------------------------ | --- | ---------- | ------------ |
| 1     | Buxton and Landstreet Company Store                 |                                                     | 15. Apr. 2022 ID-Nr. 100007612 | 571 Douglas Rd. 39° 8′ 32,6″ N, 79° 30′ 24,8″ W | Thomas     |              |
| 2     | Cottrill Opera House                                | weitere Bilder                                      | 29. Aug. 1979 ID-Nr. 79002602  | East Ave. 39° 9′ 1,1″ N, 79° 29′ 53,2″ W | Thomas     |              |
| 3     | Davis Coal and Coke Company Administrative Building | Davis Coal and Coke Company Administrative Building | 6. Okt. 2011 ID-Nr. 11000733   | 570 Douglas Rd. 39° 8′ 33″ N, 79° 30′ 11,9″ W | Thomas     |              |
| 4     | Fairfax Stone Site                                  | weitere Bilder                                      | 26. Jan. 1970 ID-Nr. 70000653  | nördlich von William an der Gebietsgrenze von Grant, Preston und Tucker County 39° 11′ 42″ N, 79° 29′ 16,1″ W                                                                      | Thomas     |              |
| 5     | Herman August Meyer House                           | Herman August Meyer House                           | 15. Juli 2010 ID-Nr. 09001195  | 287 Thomas Ave. 39° 7′ 49,1″ N, 79° 27′ 47,9″ W | Davis      |              |
| 6     | National Bank of Davis                              | National Bank of Davis                              | 6. Juli 2020 ID-Nr. 100005315  | 417 William Ave. 39° 7′ 43,7″ N, 79° 27′ 54,4″ W | Davis      |              |
| 7     | St. George Academy                                  | St. George Academy                                  | 29. Nov. 2001 ID-Nr. 01001333  | County Road 1 39° 9′ 49″ N, 79° 41′ 57,1″ W | St. George |              |
| 8     | Thomas Commercial Historic District                 | Thomas Commercial Historic District                 | 14. Aug. 1998 ID-Nr. 98001072  | zwischen der Spruce St. und East Avenue, inklusive der First und Third St., sowie der East Avenue westlich bis zur North Fork des Blackwater River 39° 9′ 46,1″ N, 79° 29′ 34,1″ W | Thomas     |              |
| 9     | Tucker County Bank Building                         | Tucker County Bank Building                         | 26. Aug. 2010 ID-Nr. 10000579  | 1000 Walnut St. 39° 5′ 49,2″ N, 79° 40′ 47,3″ W | Parsons    |              |
| 10    | Tucker County Courthouse and Jail                   | Tucker County Courthouse and Jail                   | 23. Aug. 1984 ID-Nr. 84003680  | 1st und Walnut Sts. 39° 5′ 48,8″ N, 79° 40′ 50,9″ W | Parsons    |              |
| 11    | Western Maryland Depot                              | Western Maryland Depot                              | 2. Mai 1996 ID-Nr. 96000444    | 166½ Main St. 39° 5′ 44,2″ N, 79° 40′ 50,2″ W | Parsons    |              |